# هيروشي كاميا (سياسي)
هيروشي كاميا هو أمين سر وسياسي ياباني، ولد في 10 أغسطس 1968 في توشيما في اليابان. نشط حزبياً في الحزب الديمقراطي الياباني والحزب الديمقراطي. في الانتخابات العامة اليابانية 2017، انتخب عضو مجلس النواب الياباني ‏ عن دائرة Hokkaido proportional representation block ‏ وقد انضم خلال فترته النيابية ‏ (22 أكتوبر 2017 – ) للكتلة البرلمانية Constitutional Democratic Party of Japan (2017) ‏.